# Paweł Szwed (wydawca)
Paweł Szwed (ur. 29 marca 1967 w Szczecinie, zm. 27 maja 2021) – polski dziennikarz i wydawca, twórca Wydawnictwa Wielka Litera.

## Życiorys
W latach 80. zaangażował się w działalność opozycyjną. Zagrożony relegowaniem ze studiów na Uniwersytecie Szczecińskim przeniósł się na Uniwersytet Warszawski. W pierwszej połowie lat 90. był dziennikarzem „Życia Warszawy”.
Od 1996 pracował w wydawnictwie Świat Książki, od 2006 był tam redaktorem naczelnym i dyrektorem programowym. Odszedł stamtąd w 2011 i w tym samym roku został jednym z założycieli oraz szefem Wydawnictwa Wielka Litera. To ostatnie stanowisko pełnił do śmierci.